# Odinia parvipunctata
Odinia parvipunctata är en tvåvingeart som beskrevs av Curtis W. Sabrosky 1959. Odinia parvipunctata ingår i släktet Odinia och familjen tickflugor. Inga underarter finns listade i Catalogue of Life.